# Août 1948

## Évènements

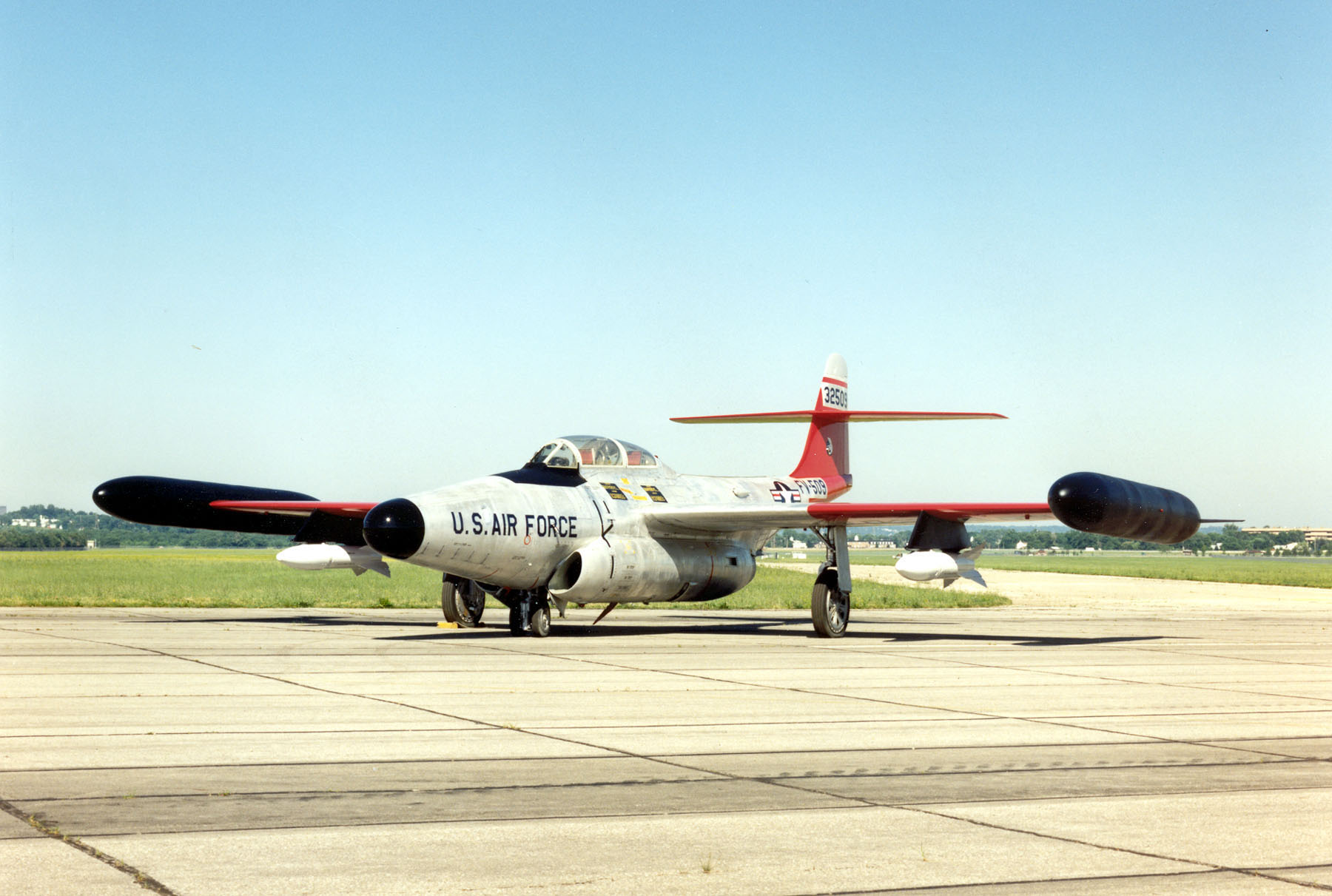
Northrop F-89J Scorpion.

- 4 août : décret séparant les Églises de l’État en République populaire roumaine.
- 7 août : 
  - Louis St-Laurent est élu chef du Parti libéral du Canada[1].
  - Willem Drees entre en fonction comme nouveau Premier ministre des Pays-Bas.
- 9 août : une dizaine d'artistes signent le Manifeste du Refus Global, rédigé par Paul-Émile Borduas et réclamant plus de libertés pour les arts et la culture au Québec. Le Manifeste est critiqué par les autorités politiques et religieuses ainsi que par les médias, et Borduas perd son poste de professeur à l'École du meuble de Montréal[2].
- 10 août : visite officielle du shah d’Iran Reza Pahlevi en Suisse.
- Du 10 au 23 août : en Allemagne, Convention constitutionnelle d'Herrenchiemsee dans le but de rédiger une première version du projet de constitution du futur État fédéral ouest-allemand.
- 14 août : clôture des Jeux olympiques d'été à Londres (Grande-Bretagne).
- 15 août : proclamation de la république de Corée. Fin de l'occupation américaine de la Corée du Sud.
- 16 août : premier vol du prototype de l'intercepteur Northrop F-89 Scorpion à Edwards.
- 18 août :
  - Explosion dans un dépôt de munition à Göschenen (Canton suisse d'Uri).
  - Clôture de la conférence de Belgrade sur le Danube à laquelle participent les pays occidentaux et les pays sous influence soviétique. Le projet soviétique a été adopté, qui réserve aux États riverains le contrôle de la navigation.
- 20 août : défaite stratégique de la guérilla communiste grecque dans les monts Grammos.
- 23 août : 
  - fondation à Amsterdam du Conseil œcuménique des Églises qui rassemble le représentants des Églises protestantes, anglicanes et orthodoxes.
  - Premier vol du chasseur parasite expérimental McDonnell XF-85 Goblin.
- 25 août :
  - Élections en Corée du Nord.
  - En Espagne, entrevue entre Franco et les deux fils du défunt roi Alphonse XIII, Jacques de Bourbon (1908-1975), « duc d'Anjou et de Ségovie » et Jean de Bourbon (1913-1993), « comte de Barcelone » (un des prétendants au trône) à bord du yacht Azor, mouillé au large de Saint-Sébastien. Il est convenu que le jeune Juan Carlos de Bourbon (né en 1938, fils de Jean de Bourbon) et son frère Alphonse (né en 1941) poursuivraient leurs études en Espagne. Jacques de Bourbon demande qu'il en soit de même pour ses deux fils, Alphonse (né en 1936) et Gonzalve (né en 1937), mais Franco refuse.
  - : Naissance du Mouvement de la Paix, organisation pacifiste française.
  - Congrès mondial des intellectuels pour la paix, à Wroclaw en Pologne par le Mouvement mondial des partisans de la paix. Parmi les membres de la délégation du PCF figurent Picasso, Fernand Léger, Paul Éluard et Irène Joliot-Curie.
- 28 août : en France, chute du gouvernement André Marie.
- 29 août : Grand Prix automobile d'Albi.

## Naissances
- 1er août : Abdelmalek Sellal, homme politique et diplomate algérien.
- 3 août : 
  - Guillemette Andreu, égyptologue et archéologue française.
  - Stanislas Lalanne, évêque catholique français.
  - Jean-Pierre Raffarin, homme politique français.
- 5 août : Carole Laure actrice canadienne.
- 8 août : Svetlana Savitskaya, cosmonaute soviétique.
- 10 août : François Chaslin, architecte, critique d’architecture et producteur de radio français († 7 août 2025).
- 13 août : Kathleen Battle, soprano américaine.
- 15 août : Patrice Rio, footballeur français.
- 16 août : Patrick Balkany, homme politique français.
- 17 août : Allain Bougrain-Dubourg, présentateur animalier télé, français.
- 18 août : El Inglés (Frank Evans Kelly), matador britannique
- 19 août : 
  - Walter Crommelin, acteur néerlandais.
  - Michel Gaudart de Soulages, avocat et écrivain franco-canadien († 26 février 2025).
- 20 août :
  - Robert Plant, chanteur britannique du groupe de rock Led Zeppelin
  - Bernhard Russi, skieur alpin suisse
  - Trinh Xuan Thuan, astrophysicien et écrivain originaire du Việt Nam[3].
- 24 août :
  - Jean Michel Jarre, compositeur français.
  - Alexander McCall Smith, écrivain zimbabwéen d'origine écossaise.
- 26 août : Jean-Paul Corbineau, musicien français († 16 décembre 2022).
- 27 août : Christophe Dabiré, économiste et homme d'État burkinabé.
- 28 août : Richard Astre, joueur de rugby à XV français
- 29 août :
  - Sam Freed, acteur américain.
  - Charles D. Walker, astronaute américain.
- 30 août :
  - Victor Skumin, scientifique russe.
  - Jean-Louis Georgelin, général français († 18 août 2023).
- 31 août :
  - Tony Martin, homme politique de l'Ontario (Canada).
  - Alessandro Pajno, magistrat et homme politique italien.
  - Howard Porter, joueur américain de basket-ball. († 26 mai 2007).
  - Rudolf Schenker, guitariste et compositeur allemand du groupe de hard rock Scorpions

## Décès
- 4 août : Mileva Einstein, épouse d'Albert Einstein meurt à Zurich (° 19 décembre 1875).
- 10 août : Emilio Almansi (né en 1869), ingénieur et mathématicien italien, spécialiste des grandes déformations.
- 16 août : Babe Ruth, joueur américain de baseball. (° 6 février 1895).
- 31 août :
- Andreï Jdanov, politicien soviétique, partisan de Joseph Staline qui a joué un grand rôle dans la politique culturelle de l'URSS. (° 16 février 1896)
- Anton Kaindl, officier SS, commandant du camp de Sachsenhausen (° 14 juillet 1902).